# Dario Moreno

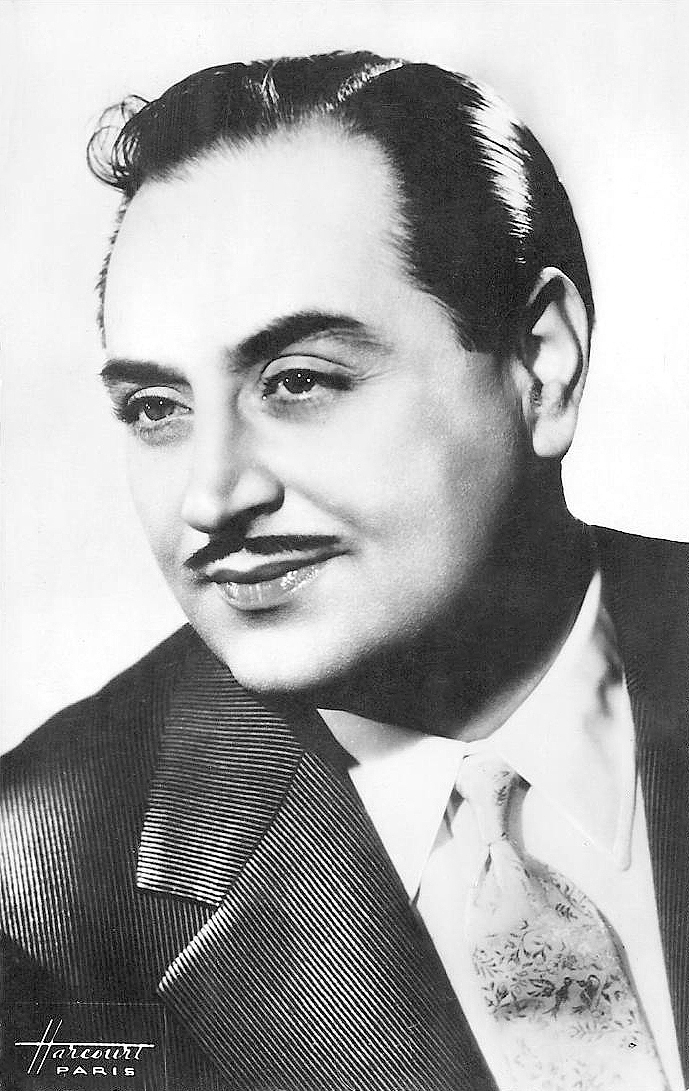
Dario Moreno 1952

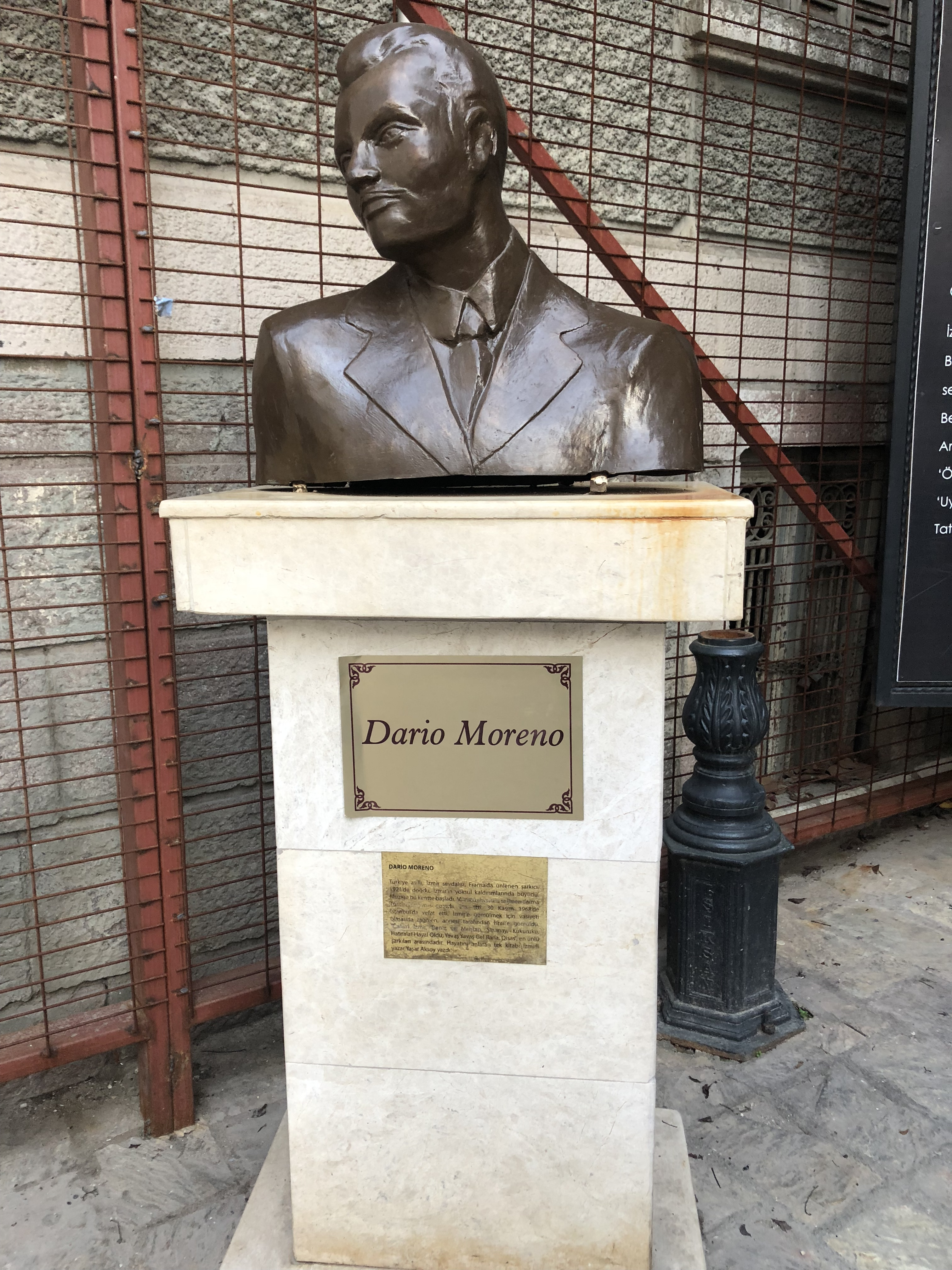
Büste Dario Morenos in Izmir

Dario Moreno (* 3. April 1921 als David Arugete in Aydın; † 1. Dezember 1968 in Istanbul) war ein türkischer Sänger und Filmschauspieler.

## Leben
Moreno wurde in eine jüdisch-sephardische Familie geboren. Er begann seinen Weg als Sänger bei Bar-Mitzwa-Feiern und machte anschließend in Frankreich in den 1950ern und 1960ern Karriere als Sänger und Schauspieler. 1948 zog er nach Paris, wo er seine ersten Schallplatten aufnahm. In französischen Filmen spielte er meist exotische Charaktere.
Moreno erlag 47-jährig einem Herzinfarkt, während er sich wegen einer Reise zu einem Konzert in Paris auf dem Istanbuler Flughafen befand. Er ist in Cholon, Israel begraben. In Izmir ist im Stadtteil Karataş eine Straße nach ihm benannt, in der auch eine Büste von ihm steht (siehe Foto).

## Filmografie
- 1951: Pas de vacances pour Monsieur le Maire
- 1953: Deux de l'escadrille
- 1953: Lohn der Angst (Le salaire de la peur)
- 1953: Im Banne des blonden Satans (La môme vert de gris)
- 1954: Heiße Ware für Marseille (Quai des blondes)
- 1954: Serenade für zwei Pistolen (Les femmes s'en balancent)
- 1954: Der Hammel mit den fünf Beinen (Le mouton à cinq pattes)
- 1956: Die Wölfe (Pardonnez nos offenses)
- 1957: Dem Satan ins Gesicht gespuckt (Le feu aux poudres)
- 1957: Auge um Auge (L’œil pour l’œil)
- 1957: Der sechste Mann (Tous peuvent me tuer)
- 1958: Incognito
- 1958: Ein Weib wie der Satan (La femme et le pantin)
- 1959: Oh! Qué mambo
- 1959: Nathalie spielt Geheimagentin (Nathalie, agent secret)
- 1959: Wollen Sie mit mir tanzen? (Voulez-vous danser avec moi?)
- 1960: Sklavinnen der Pirateninsel (Marie des Isles)
- 1960: Blonder Charme und schräge Schatten (Touche pas aux blondes)
- 1960: Candide oder der Optimismus im 20. Jahrhundert (Candide ou l’optimisme au XXe siècle)
- 1960: Die Sklaven Roms (La rivolta degli schiavi)
- 1961: Tim und Struppi und das Geheimnis um das goldene Vlies (Tintin et le mystère de la toison d’or)
- 1962: Die Lustige Witwe
- 1963: Eddie krault nur kesse Katzen(Les femmes d'abord)
- 1963: No temas a la ley
- 1963: Le tout pour le tout
- 1963: Le bon roi Dagobert
- 1964: Le dernier tiercé
- 1965: Dis-moi qui tuer
- 1966: Hotel Paradiso
- 1966: Der Lord mit der MP (Le Saint prend l’affût)
- 1968: Seine Gefangene (La prisonnière)

## Chansons

### Französisch
- Istambul (1954)
- C'est magnifique (1955)
- Etranger au Paradis (1955)
- Quand elle danse (1956)
- L'air du brésilien (1956)
- Je vais revoir ma blonde (1956)
- Coucouroucoucou (1957)
- Si tu vas à rio (1958)
- Tout l'amour (1959)
- Le Marchand de bonheur (1959)
- La Bamba (1960)
- Mustapha (1960)
- Brigitte Bardot (1961)
- Quizas quizas quizas (1963)
- La Quête (1968)

### Türkisch
- Deniz ve Mehtap
- Hatıralar Hayal Oldu
- İstanbul'un Kızları
- Her Akşam Sarhoş

## Schallplatten
- Granada – Adios Amigos
- Bossa Nova
- Calypso
- Le coco
- Canım İzmir
- Si Tu Vas A Rio / Viens
- Long Bos
- Moreno Poy poy
- Mulata Ye Ye Ye
- Hatıralar Hayal Oldu / Olam Boyun Kurbanı
- Tropical Dario
- Oh Que Dario